# Dorcaschematini
Dorcaschematini — триба жуков-усачей из подсемейства ламиин.

## Описание
Надкрылья без продольных килей по сторонам.

## Систематика
В составе трибы:
- Brachyolene
- Brachyolenecamptus
- Cylindrecamptus
- Cylindrepomus
- Dorcaschema
- Microlenecamptus
- Olenecamptus
- Protonarthron